# Neomochtherus pubescens
Neomochtherus pubescens är en tvåvingeart som beskrevs av Pavel Lehr 1996. Neomochtherus pubescens ingår i släktet Neomochtherus och familjen rovflugor.
Artens utbredningsområde är Armenien. Inga underarter finns listade i Catalogue of Life.